# Гамера против Гяоса
«Гамера против Гяоса» (яп. 大怪獣空中戦 ガメラ対ギャオス) — японский кайдзю-фильм режиссёра Нориаки Юасы, третий о гигантской черепахе Гамере. В этом фильме впервые появляется монстр Гяос, который впоследствии стал самым знаменитым врагом Гамеры и был одним из узнаваемых антагонистов в фильмах «Гамера: Защитник Вселенной» и «Гамера: Маленькие герои».
Релиз полной версии фильма на DVD состоялся в сентябре 2010 года.

## Сюжет
По неизвестной причине начинается извержения горы Фудзиямы, в результате которого в недрах Земли пробуждается огромный крылатый монстр Гяос, похожий на птерозавра, птицу и летучую мышь. Его смертоносный ультразвуковой луч способен разрезать даже сталь. Монстр угрожает всему населению в окрестностях горы, направленные против него силы самообороны уничтожены им. Даже прибывшая вовремя черепаха Гамера сперва не может одолеть Гяоса: она сильно ранит врага, но и сама при этом едва не лишается передней лапы. Гамера погружается на дно океана, в то время как Гяос скрывается в своём логове и быстро восстанавливает свои силы. Но вскоре случайным образом выясняется, что для Гяоса губителен солнечный свет, и это единственное, что может его остановить.

## В главных ролях
- Кодзиро Хонго — Сиро Цуцуми;
- Китидзиро Уэда — Тацуэмон Канэмару;
- Рэйко Касахара — Сумико Канэмару;
- Наоюки Абэ — Эйити Канэмару;
- Таро Маруи — Тэцу;
- Юкитаро Хотарю — Хатикоу;
- Ёсиро Китахара — доктор Аоки.

## В других странах
В США фильм распространялся American International Pictures под названием «Возвращение гигантских монстров» (Return of the Giant Monsters). Позже была показана и полная версия фильма. Релиз «Возвращения гигантских монстров» на DVD состоялся в 2004 году.
В Италии фильм вышел под названием «Гамера против монстра Гяоса».

## Дополнительные сведения
- Гяос похож на Родана — монстра из конкурирующей франшизы о кайдзю кинокомпании Toho.
- Фильм эпизодировался в телешоу «Загадочный научный театр 3000».